# Typy torped amerykańskich

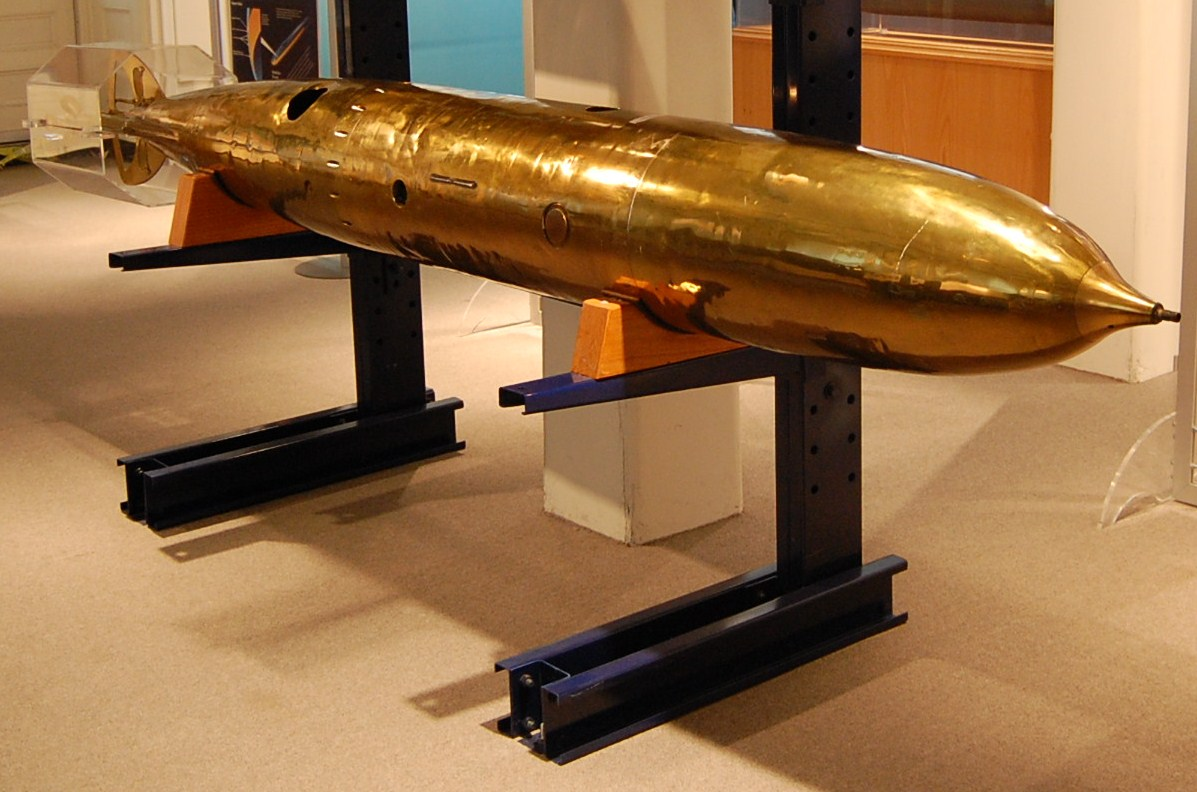
Jedna z dwóch zachowanych torped Howell Mark I, w ekspozycji Naval Undersea Museum w Keyport

W ciągu ostatnich 100 lat torpedy zatopiły więcej jednostek pływających niż jakikolwiek inny rodzaj broni morskiej z wyjątkiem min. W rzeczywistości zatopiły więcej jednostek niż działa morskie i bomby lotnicze razem wzięte. Podczas gdy większość źródeł skupia się na atakach torpedowych wykonywanych przez okręty podwodne, broń tą z sukcesami wykorzystywano także z pokładów okrętów nawodnych oraz samolotów. Dzięki sukcesowi torped, wygrywano bitwy i kampanie – torpedy były podstawową bronią użytą do zatopienia trzech japońskich pancerników podczas II wojny światowej, w tym największych okrętów tego konfliktu „super-pancerników” „Yamato” i „Musashi”. Torpedy lotnicze zatopiły trzy amerykańskie pancerniki w Pearl Harbor, torpedy lotnicze i torpedy okrętów podwodnych zatopiły także cztery pancerniki brytyjskie oraz trzy pancerniki Włoch. Ofiarami torped padły także lotniskowce, krążowniki, niszczyciele oraz okręty pomocnicze.
Współcześnie torpedy są podstawową bronią okrętów podwodnych służąc do ataku na jednostki nawodne i inne okręty podwodne, podobnie też torpedy stanowią broń przeciwpodwodną jednostek nawodnych oraz lotnictwa. Niezależnie od rozwoju pocisków rakietowych i manewrujących, nie istnieje dzisiaj ani nie jest rozwijana żadna broń, która mogłaby zastąpić torpedy w przyszłości.

## Nomenklatura
W najwcześniejszych czasach amerykańskich torped, pociski tego rodzaju były identyfikowane za pomocą nazwy producenta, rozmiaru i numeru „mark”. Litera była używana do odróżnienia kolejnych modeli bądź modyfikacji tej samej torpedy. W roku 1913 dokonano oficjalnej reklasyfikacji wszystkich amerykańskich torped. Oficjalnym standardem stał się wówczas numer „mark” zaś do odróżnienia modyfikacji zaczęto stosować „mod”, będącym skrótem od słowa modification. W efekcie, od roku 1913 wszystkie konstrukcje torped używanych w Stanach Zjednoczonych identyfikowane są jedynie przez numery mark i mod. Pomiędzy rokiem 1913 a 1943 do oznaczania modeli torped stosowano konwencję z cyframi rzymskimi, po czym wprowadzono porządek z cyframi arabskimi.

## Pierwsze torpedy z własnym napędem

### Howell Mark I

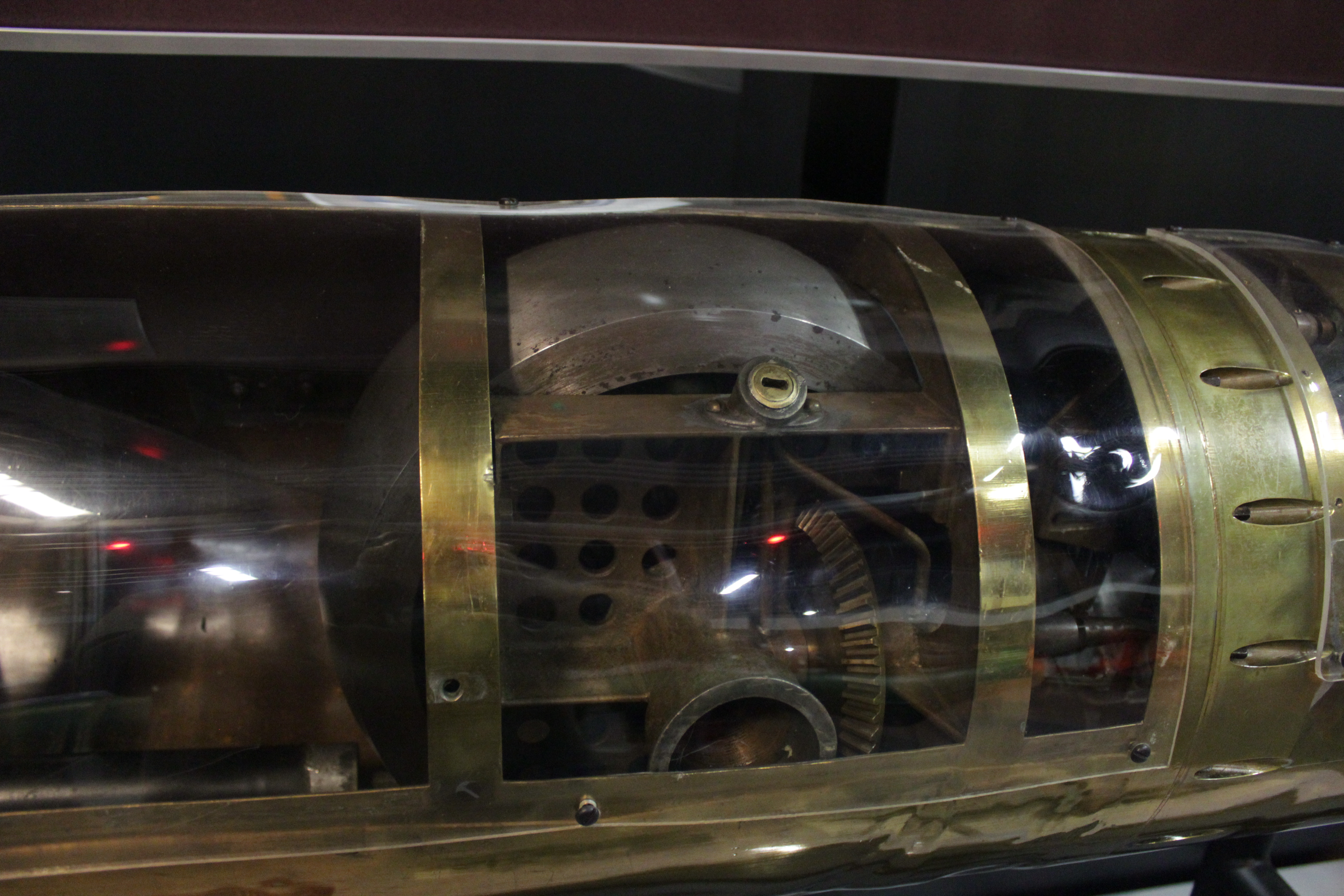
Napędowe koło zamachowe torpedy Howell Mark I

Pierwsza torpeda zamówiona przez US Navy. Mark I była jedyną napędzaną bezwładnościowo torpedą zamówioną przez marynarkę amerykańską. Kontrakt na dostawę 30 torped tego rodzaju podpisano w 1894 roku. Pocisk ten był używany w latach 1895–1903.
| Długość           | 11 ft, 1¾ in (340 cm)                                                                             |
| Średnica          | 14,2 in (360 mm)                                                                                  |
| Waga              | 518 lb (235 kg)                                                                                   |
| Masa głowicy      | 99 lb (45 kg)                                                                                     |
| Ładunek wybuchowy | 82 lb (37,2 kg)                                                                                   |
| Napęd             | zakumulowana energia kinetyczna koła zamachowego o masie 131 funtów (59,5 kg, 10 000 rpm)         |
| Prędkość          | 24 węzłów, pierwsze 200 jardów (182 m)                                                            |
| Zasięg            | 800 jardów (731 m)                                                                                |
| Naprowadzanie     | ster regulowany za pomocą wahadła w celu zapobiegania obrotowi i zapewnienia stabilności kierunku |

### Whitehead 3,55m x 45cm

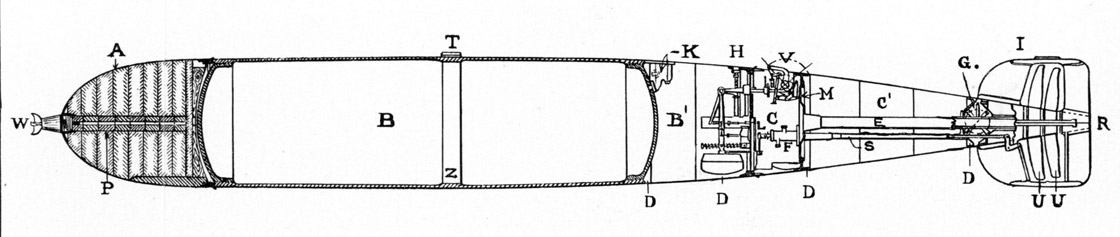
Schemat ogólny torpedy Whitehead 3,55m x 45cm, według publikacji US Navy z 1898 roku

Pierwsza torpeda Whiteheada została zamówiona przez marynarkę amerykańską w 1891 roku jako „Whitehead 3,55m x 45cm”. Mark I weszła do służby w 1895 roku, rok później Mark II, zaś Mark III w roku 1898. Ostatnia z nich była pierwszą torpedą wyposażoną w żyroskop. Ogólnie w Stanach Zjednoczonych wyprodukowano 209 torped tego typu, na podstawie licencji udzielonej zakładom E.W. Bliss Company w Nowym Jorku.
| Długość           | 11 ft 9,6 in (359,66 cm)                                       |
| Średnica          | 17,7 in (450 mm)                                               |
| Waga              | 845 lb (353 kg)                                                |
| Ładunek wybuchowy | 117 lb (53 kg) nitrocelulozy                                   |
| Napęd             | sprężone powietrze (1350 psi)                                  |
| Silnik            | 3-cylindrowy, tłokowy (Brotherhood)                            |
| Prędkość          | 26 węzłów (Mark I), 28 węzłów (Mark II), 27,5 węzła (Mark III) |
| Zasięg            | 800 jardów (731 m)                                             |
| Naprowadzanie     | z góry ustalona korekta kursu sterem                           |

### Whitehead 5m x 45cm
Zamówienie na pierwsze 100 sztuk tego typu zostało złożone w 1896 roku. Opiewało ono na dostawę torped oznaczonych jako Whitehead Mark III, jednak później desygnacja ta została zmieniona na Mark I.
|                   | Mark I                              | Mark II                             |
| ----------------- | ----------------------------------- | ----------------------------------- |
| Długość           | 16 ft 5 in (500 cm)                 | 16 ft 5 in (500 cm)                 |
| Średnica          | 17,7 in (450 mm)                    | 17,7 in (450 mm)                    |
| Waga              | 1161 lb (526,6 kg)                  | 1230 lb (558 kg)                    |
| Ładunek wybuchowy | 212 lb (96 kg) nitrocelulozy        | 131 lb (59 kg) nitrocelulozy        |
| Napęd             | sprężone powietrze (1350 psi)       | sprężone powietrze (1500 psi)       |
| Silnik            | 3-cylindrowy, tłokowy (Brotherhood) | 3-cylindrowy, tłokowy (Brotherhood) |
| Prędkość          | 27,5 węzła                          | 28 węzłów                           |
| Zasięg            | 1000 jardów (914 m)                 | 1500 jardów (1372 m)                |
| Naprowadzanie     | żyroskop Mark 1 Mod 1               | żyroskop Mark 1 Mod 1               |

### Bliss-Leavitt 5m x 21-inch Mark I
Eksperymentalna torpeda skonstruowana w 1903 roku przez Bliss Company celem demonstracji praktycznej użyteczności rozgrzanego powietrza. United States Navy zamówiła dwie torpedy tego wzoru, żadna jednak nie została wydana flocie. Oryginalnie torpeda nosiła oznaczenie Bliss-Leavitt 5m x 21-inch – w roku 1908 jednak zostało ono zmienione na Bliss-Leavit 5m x 21-inch Mark I Mod 1.
| Długość           | 16 ft, 5 in (500 cm)          |
| Średnica          | 21 in (533 mm)                |
| Waga              | 1900 lb (862 kg)              |
| Ładunek wybuchowy | brak danych                   |
| Napęd             | sprężone powietrze (2250 psi) |
| Silnik            | pojedyncza turbina wertykalna |
| Prędkość          | 28 węzłów                     |
| Zasięg            | 4000 jardów (3658 m)          |
| Naprowadzanie     | nieznane                      |

### Mark I(Bliss-Leavitt 5m x 21-inch Mark I)
Konstrukcja oparta na doświadczeniach z rozwoju eksperymentalnej torpedy Bliss-Leavit 5m x 21-inch Mark I. 4 listopada 1905 roku zamówionych zostało 50 torped tego typu. Do roku 1912 wszystkie zostały zmodyfikowane do konfiguracji Mark I Mod 2.
| Długość           | 16 ft, 5 in (500 cm)                                             |
| Średnica          | 21 in (533 mm)                                                   |
| Waga              | 1900 lb (862 kg)                                                 |
| Ładunek wybuchowy | 199 lb (90 kg) mokrej nitrocelulozy                              |
| Napęd             | sprężone powietrze (2250 psi), podgrzewacz w zbiorniku powietrza |
| Silnik            | pojedyncza turbina wertykalna                                    |
| Prędkość          | 26 węzłów                                                        |
| Zasięg            | 4000 jardów (3658 m)                                             |
| Naprowadzanie     | żyroskop Mark 2 Mod 2                                            |

### Mark II(Bliss-Leavitt 5m x 21-inch Mark II)
Zamówienie na 250 sztuk zostało złożone 4 listopada 1905 roku w E.W. Bliss Company w Nowym Jorku.
|                   | Mod 0                                                            | Mod 1                                                            |
| ----------------- | ---------------------------------------------------------------- | ---------------------------------------------------------------- |
| Długość           | 16 ft, 5 in (500 cm)                                             | 16 ft, 5 in (500 cm)                                             |
| Średnica          | 21 in (533 mm)                                                   | 21 in (533 mm)                                                   |
| Waga              | 1900 lb (862 kg)                                                 | 1900 lb (862 kg)                                                 |
| Ładunek wybuchowy | 207 lb (94 kg) mokrej nitrocelulozy                              | 183 lb (83 kg) mokrej nitrocelulozy                              |
| Napęd             | sprężone powietrze (2250 psi), podgrzewacz w zbiorniku powietrza | sprężone powietrze (2250 psi), podgrzewacz w zbiorniku powietrza |
| Silnik            | turbina wertykalna                                               | turbina wertykalna                                               |
| Prędkość          | 26 węzłów                                                        | 26 węzłów                                                        |
| Zasięg            | 4000 jardów (3658 m)                                             | 4000 jardów (3658 m)                                             |
| Naprowadzanie     | żyroskop Mark 5                                                  | żyroskop Mark 5                                                  |

### Mark III(Bliss-Leavitt 5m x 21-inch Mark III)
Konstrukcja podobna do torpedy Bliss-Leavitt 5m x 21-inch Mark II z powiększona głowicą i nieco poprawionym zasięgiem. W latach 1909–1910 zamówiono 208 sztuk tej amunicji.
| Długość           | 16 ft, 5 in (500 cm)                                             |
| Średnica          | 21 in (533 mm)                                                   |
| Waga              | 2000 lb (907 kg)                                                 |
| Ładunek wybuchowy | 218 lb (98,8 kg) mokrej nitrocelulozy                            |
| Napęd             | sprężone powietrze (2250 psi), podgrzewacz w zbiorniku powietrza |
| Silnik            | pojedyncza turbina wertykalna                                    |
| Prędkość          | 26,5 węzła                                                       |
| Zasięg            | 4000 jardów (3658 m)                                             |
| Naprowadzanie     | żyroskop Mark 5 Mod 2                                            |

### Mark IV(Bliss-Leavitt 5m x 45cm Mark III i IV)
Pierwsza amerykańska torpeda z napędzana podgrzanym powietrzem i turbiną, która weszła do służby w amerykańskiej marynarce. Jej konstrukcja zakładała wystrzeliwanie z istniejących wyrzutni torpedowych kalibru 450 mm. W 1904 roku zamówiono 50 sztuk torped 5m x 45cm Mark III, które weszły do służby w 1907 roku. 50 podobnych, lecz przystosowanych do wystrzeliwania z wyrzutni okrętów podwodnych torped 5m x 45cm Mark IV zamówiono w 1905 roku. W późniejszym czasie wszystkie torpedy Mark III przystosowano do standardu Mark IV Mod 1.
|                   | Mod 0                                                            | Mod 1                                                            |
| ----------------- | ---------------------------------------------------------------- | ---------------------------------------------------------------- |
| Długość           | 16 ft, 5 in (500 cm)                                             | 16 ft, 5 in (500 cm)                                             |
| Średnica          | 17,7 in (450 mm)                                                 | 17,7 in (450 mm)                                                 |
| Waga              | 1547 lb (701 kg)                                                 | 1547 lb (701 kg)                                                 |
| Ładunek wybuchowy | 200 lb (90 kg) mokrej nitrocelulozy                              | 199 lb (90 kg) mokrej nitrocelulozy                              |
| Napęd             | sprężone powietrze (2250 psi), podgrzewacz w zbiorniku powietrza | sprężone powietrze (2250 psi), podgrzewacz w zbiorniku powietrza |
| Silnik            | turbina wertykalna                                               | turbina wertykalna                                               |
| Prędkość          | 30 węzłów                                                        | 29 węzłów                                                        |
| Zasięg            | 2000 jardów (1830 metrów)                                        | 3000 jardów (2743 metrów)                                        |
| Naprowadzanie     | żyroskop Mark 4-3                                                | żyroskop Mark 2-2                                                |

### Mark V(Whitehead 5,2m x 45cm Mark V)
Pierwsza torpeda nabyta przez US Navy od zagranicznego dostawcy. Dla amerykańskiej marynarki produkowane były przez Whitehead Company w Weymouth w Wielkiej Brytanii oraz – na licencji – przez Torpedo Station w Stanach Zjednoczonych. 580 zamówionych w 1908 roku torped, weszło do służby w United States Navy około 1910 roku.
| Długość           | 17 ft (5,2 m)                                 |
| Średnica          | 17,7 in (450 cm)                              |
| Waga              | 1452 lb (658 kg)                              |
| Ładunek wybuchowy | 199 lb (90 kg) mokrej nitrocelulozy           |
| Napęd             | sprężone powietrze (2100 psi) z podgrzewaniem |
| Silnik            | 4-cylindrowy                                  |
| Prędkość          | 40 węzłów/36 węzłów                           |
| Zasięg            | 1000 jardów/1500 jardów                       |
| Naprowadzanie     | żyroskop Mark 1-3                             |

### Mark VI(Bliss-Leavitt 5,2m x 45cm Mark VI)
Torpeda napędzana była horyzontalną turbiną w przeciwieństwie do wertykalnych turbin poprzednich modeli Bliss-Leavitt. Rozwiązanie to stanie się standardowym układem dla wszystkich przyszłych napędzanych turbiną torped US Navy, Projekt został opracowany i zrealizowany przez E.W. Bliss Company. W 1909 roku zamówiono 100 torped tego typu.
| Długość           | 17 ft (5,2 m)                                                    |
| Średnica          | 17,7 in (450 cm)                                                 |
| Waga              | 1536 lb                                                          |
| Waga głowicy      | 697 kg                                                           |
| Ładunek wybuchowy | 200 lb (90 kg) mokrej nitrocelulozy                              |
| Napęd             | sprężone powietrze (2250 psi), podgrzewacz w zbiorniku powietrza |
| Silnik            | turbina horyzontalna                                             |
| Prędkość          | 35 węzłów                                                        |
| Zasięg            | 2000 jardów (1830 metrów)                                        |
| Naprowadzanie     | żyroskop Mark 6                                                  |

## Torpedy parogazowe

### Mark VII(Bliss-Leavitt 5,2m x 45cm Mark VII)

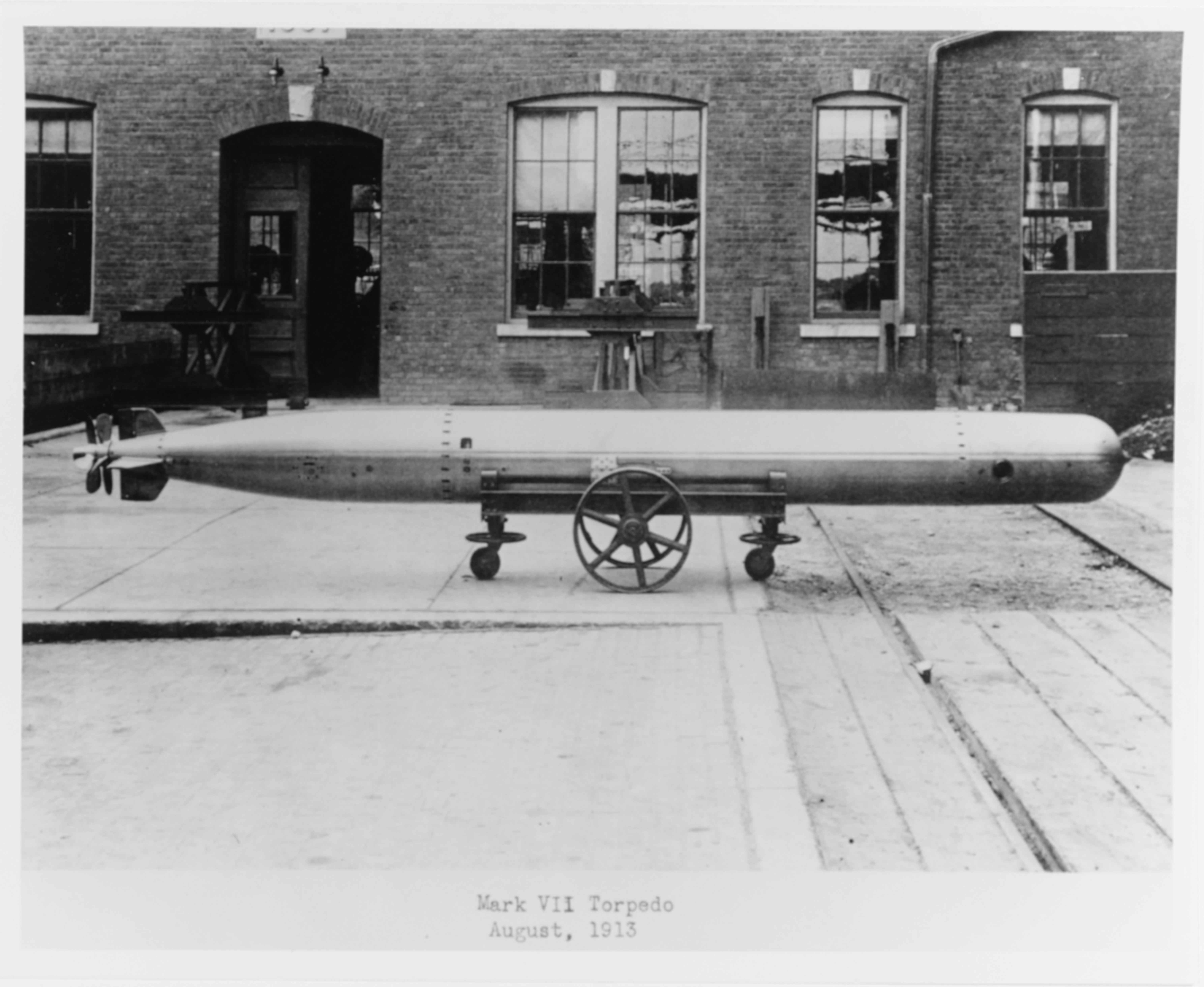
Mark VII pierwsza amerykańska torpeda parogazowa dla okrętów podwodnych

Pierwsza torpeda parogazowa US Navy. Opracowana i produkowana przez E.W. Bliss Company. W roku 1912 zamówiono 240 sztuk tej amunicji.
|                   | Mod 0                | Mod 5A                         |
| ----------------- | -------------------- | ------------------------------ |
| Używana przez     | okręty podwodne      | okręty podwodne, samoloty      |
| Długość           | 17 ft (5,2 m)        | 17 ft (5,2 m)                  |
| Średnica          | 17,7 in (450 cm)     | 17,7 in (450 cm)               |
| Waga              | 1588 lb (720 kg)     | 1628 lb (738 kg)               |
| Ładunek wybuchowy | 205 lb (93 kg) TNT   | 326 lb (148 kg) TNT lub Torpex |
| Napęd             | para                 | para                           |
| Silnik            | turbina              | turbina                        |
| Prędkość          | 32 węzły             | 35 węzłów                      |
| Zasięg            | 4000 jardów (3658 m) | 3500 jardów (3200 m)           |
| Naprowadzanie     | żyroskop Mark 7      | żyroskop Mark 7                |

### Mark VII Type D (Short Torpedo)
Krótsza wersja Mark VII opracowana przez Washington Navy Yard w 1917 roku, w celu dopasowania do mniejszych wyrzutni okrętów podwodnych. Nigdy nie skierowana do floty.
| Długość           | 12 ft (3,6 m)        |
| Średnica          | 17,7 in (450 cm)     |
| Waga              | 1036 ft (470 kg)     |
| Ładunek wybuchowy | 200 lb (90 kg) TNT   |
| Napęd             | para                 |
| Silnik            | turbina              |
| Prędkość          | 35 węzłów            |
| Zasięg            | 2000 jardów (1830 m) |
| Naprowadzanie     | żyroskop Mark 7      |

### Mark VII Aircraft Torpedo
W roku 1920 torpeda Mark VII została zmodyfikowana do użycia przez samoloty, przez wzmocnienie jej odporności na wstrząsy, instalację zabezpieczeń iglicy zapalnika oraz instalację hamulca na nosie torpedy, zapobiegającego nadmiernemu zanurzaniu się w wodzie po zrzucie z samolotu.
|                   | Mod A                 | Mod 2A                |
| ----------------- | --------------------- | --------------------- |
| Długość           | 17 ft (5,2 m)         | 17 ft 11 in (5,46 m)  |
| Średnica          | 17,7 in (450 cm)      | 17,7 in (450 cm)      |
| Waga              | 1593 lb (722 kg)      | 1736 lb (787,5 kg)    |
| Ładunek wybuchowy | 205 lb (93 kg) TNT    | 319 lb (144 kg) TNT   |
| Napęd             | para                  | para                  |
| Silnik            | turbina               | turbina               |
| Prędkość          | 31 węzłów             | 30 węzłów             |
| Zasięg            | 3200 jardów (2926 m)  | 6000 jardów (5486 m)  |
| Naprowadzanie     | żyroskop Mark 7 Mod 2 | żyroskop Mark 7 Mod 2 |

### Mark VIII(Bliss-Leavitt 21-ft x 21-inch Mark IV)
Torpeda dalekiego zasięgu początkowo opracowywana przez E.W. Bliss Company dla okrętów liniowych i niszczycieli. Konstrukcja została ukończona około 1915 roku. Pierwsze torpedy z głowicą zawierającą blisko 500 funtów materiału wybuchowego – wprowadzone do użytku w 1923 roku w modyfikacjach Mod 5, 6 i 8.
|                   | Mod 0, 1, 2, 2A, 2B                 | Mod 3A, 3B              | Mod 8                   |
| ----------------- | ----------------------------------- | ----------------------- | ----------------------- |
| Używana przez     | niszczyciele, ścigacze (MTB)        | MTB                     | lekkie krążowniki       |
| Długość           | 20 ft 8 in (630 cm)                 | 20 ft 10 in (635 cm)    | 21 ft 4 in (650 cm)     |
| Średnica          | 21 in (533 mm)                      | 21 in (533 mm)          | 21 in (533 mm)          |
| Waga              | 2761 lb (1252 kg)                   | 3050 lb (1383 kg)       | 3156 lb (1431 kg)       |
| Ładunek wybuchowy | 321 lb (145 kg) TNT                 | 385 lb (174 kg) TNT     | 475 lb (215 kg) TNT     |
| Napęd             | para                                | para                    | para                    |
| Silnik            | turbina                             | turbina                 | turbina                 |
| Prędkość          | 27 węzłów                           | 27 węzłów               | 29 węzłów               |
| Zasięg            | 10 000/12 500 jardów (9144/11430 m) | 13 500 jardów (12344 m) | 15 000 jardów (13716 m) |
| Naprowadzanie     | żyroskop Mark 8 Mod 1               | żyroskop Mark 8 Mod 1   | żyroskop Mark 8 Mod 1   |